# فلاون‌ها

هسته اصلی ساختار مولکولی فلاون همراه با شماره‌گذاری اتم‌ها

فلاون‌ها (از لغت لاتین flavus به معنی "زرد") دسته‌ای از فلاونوئیدها بر اساس هسته اصلی ۲-فنیل کروم-۴-وان (۲-فنیل-۱- بنزوپیران -۴-اون است که در تصویر اول این مقاله نشان داده شده است.
فلاون‌ها در برخی مواد غذایی از جمله در ادویه جات و برخی میوه‌ها و سبزیجات زرد یا نارنجی موجود است. فلاون‌های متداول شامل آپیژنین ('۷٬۵٬۴-تری‌هیدروکسی فلاون)، لوتئولین ('۳،'۷٬۵٬۴-تتراهیدروکسی‌فلاون)، تانگریتین ('۸٬۷٬۶٬۵٬۴-پنتامتوکسی‌فلاون) ، کرایسین (۷٬۵-دی هیدروکسی‌فلاون) و ۶-هیدروکسی‌فلاون است.